# Balsana concinna
Balsana concinna är en insektsart som först beskrevs av Carl Stål 1854.  Balsana concinna ingår i släktet Balsana och familjen spottstritar. Inga underarter finns listade i Catalogue of Life.